# Würth

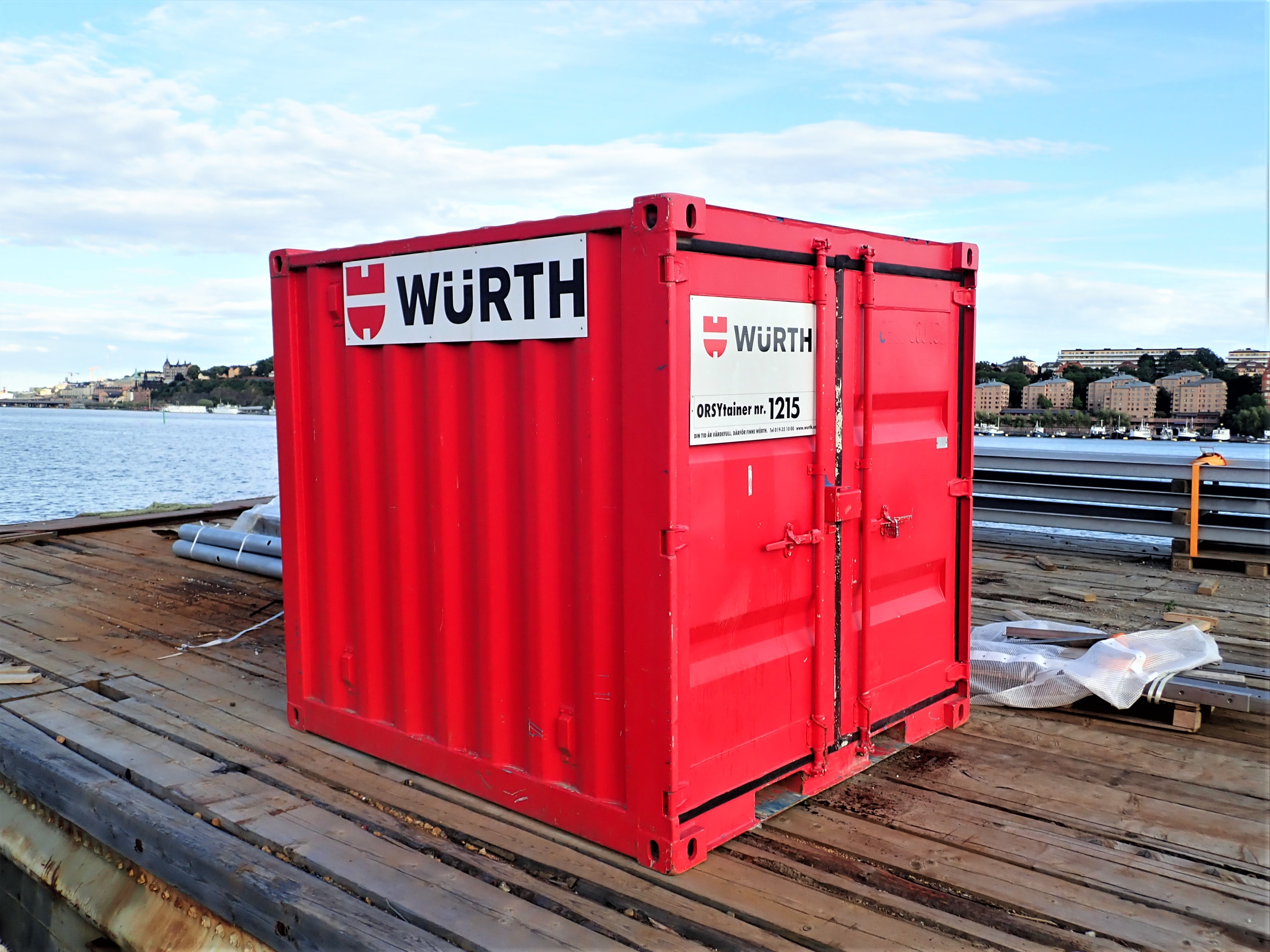
Würths "ORSYtainer", en specialinredd container för byggarbetsplatser

Würth är ett tyskt företag som tillhandahåller komponenter och underhåll till tillverknings- och processindustri. Företagets grundare och ägare är starkt konstintresserad vilket återspeglas i många av företagets lokaler.